# Carlos Franzetti
Carlos Alberto Franzetti (Buenos Aires, 3 de junio de 1948) es un compositor, pianista y arreglista argentino, ganador de 5 premios Grammy Latino y 1 Grammy, además de haber sido nominado en diversas ocasiones y categorías.

## Carrera musical
En 1954 (a la edad de 6 años), Franzetti comenzó a estudiar música en el Conservatorio Nacional de Buenos Aires.
A finales de los años sesenta tomó clases de piano privadas, con Guillermo Iscla y Lucía Maranca y de composición con Manuel Juárez.
En 1970 (a los 22 años de edad) se mudó a México, donde estudió composición con Humberto Hernández (entre 1971 y 1973).
En 1972 dirigió y arregló el álbum Veinte poemas de amor y una canción desesperada de Sonia La Única y Sergio Bustamante. En 1974 se mudó a Estados Unidos, donde consiguió la residencia.
Se graduó en The Juilliard School (en Nueva York), donde había continuado sus estudios de dirección orquestal con Vincent LaSelva.
En 1985 realizó (en Estados Unidos) la producción musical y los arreglos jazzísticos (con una orquesta de 35 músicos) del disco El Polaco por dentro, del cantante argentino Roberto Polaco Goyeneche (1926-1994), con tangos como «Volver». En 1995 recibió por parte de la Fundación Konex un Diploma al Mérito por su aporte al Jazz en la última década en Argentina.
En su carrera, Franzetti ha compuesto sinfonías, conciertos, óperas, música de cámara, música de jazz para big bands y bandas sonoras.
Su álbum Tango fatal ganó el Latin Grammy Award 2001 en la categoría de Mejor Álbum de Tango.
En 2003 recibió dos nominaciones para dos premios Grammy por su álbum Poeta de Arrabal, en las categorías Best Classical Crossover Album, y Best Instrumental Arrangement.
En 2009 Carlos Franzetti y Eddie Gómez reciben el Latin Grammy Award al Mejor Álbum Instrumental por el disco Duets. En 2013 recibe el Latin Grammy en la categoría de Mejor Composición Clásica Contemporánea por "Zíngaros" del álbum "Pierrot et Colombine".
Además dirigió, arregló y coprodujo el álbum solo de Paquito D’Rivera Portraits of Cuba, ganador de un Grammy.
También ha hecho arreglos musicales para la Boston Pops Orchestra, la Filarmónica de Brooklyn y la Buffalo Philharmonic Orchestra.
Franzetti ha compuesto un número de música de película, la más notable Los reyes del mambo (1992) con el compositor Robert Kraft.
También compuso la música de las películas De Lo Que No Hay (1968), El destino (1971), La era del nandú (1986)  y La película del rey (1986), realizó los arreglos de orquesta de cuerdas en cuatro temas del disco La la la (álbum) de los músicos argentinos Fito Páez y Luis Alberto Spinetta (1986), que incluyó también un tema instrumental suyo ("Retrato de bambis") y condujo la partitura de la música de la película 1990 Q & A (1990), de Sidney Lumet.
Franzetti tiene dos discos de oro, entre otros premios.

## Discografía
- 1976: The Prime Element
- 1977: Grafitti
- 1979: Galaxy Dust
- 1983: Prometheus
- 1984: New York Toccata
- 1985: El Polaco por dentro (con Roberto Goyeneche)
- 1991: Orquesta Nova
- 1992: Salon New York with Orquesta Nova
- 1993: Tropic of Capricorn
- 1994: Soundtracks and Jazz Tunes
- 1995: Astor Piazzolla: A Flute and Piano Tribute (con Jorge de la Vega).
- 1995: Images Before Dawn: Symphonic Music of Carlos Franzetti
- 1997: Poeta de Arrabal
- 1997: Portraits of Cuba (de Paquito D'Rivera).
- 1998: Concierto del Plata
- 1998: Piano Concerto n.º 2 / Sinfonía n.º 1
- 1999: Remembrances
- 1999: Obsession
- 2000: Tango fatal
- 2002: Poeta de Arrabal
- 2003: Reflexiones
- 2003: You Must Believe in Spring
- 2004: Prometheus
- 2005: Corpus Evita
- 2005: The Jazz Kamerata
- 2005: The Prime Element
- 2006: Songs for Lovers
- 2007: Graffiti
- 2007: Carlos Franzetti Trío Live in Buenos Aires
- 2008: Film Noir
- 2008: Galaxy Dust
- 1998: Piano Concerto n.º 1 / Sinfonía n.º 2 Atlantis
- 2008: Duets (con Eddie Gómez).
- 2009: Mambo Tango
- 2010: New York Meeting (con Gato Barbieri, David Finck, Néstor Astarita ).
- 2011: Alborada
- 2012: Masters of Bandoneón / tema Stringazo
- 2012: Pierrot et Colombine
- 2014: In the Key of Tango